# Райчинець Анатолій Васильович
Анато́лій Васи́льович Ра́йчинець (24 грудня 1979 р., с. Поляна Свалявського району Закарпатської області) – заступник Генерального секретаря Українського Біблійного Товариства. Кавалер ордена  "За заслуги" ІІІ ступеня. 

## Біографія
Народившись у християнській багатодітній родині священнослужителів, із дитинства спостерігав, як батько (Райчинець Василь Федорович) та дід (Райчинець Федір Федорович, репресований 1951 р.) у ті суворі часи радянського режиму звершували служіння в протестантській євангельській церкві. Перед закінченням школи 1995 р. прийняв святе водне хрещення в Українській Євангельській Церкві.
З 1996 по 1999 рр. навчався у богословській семінарії "Смірна" в Норвегії (м. Тенсберг), здобувши освіту за спеціальністю "Практичне богослов'я". 2006 р. закінчив Закарпатський державний університет, здобувши ступінь магістра з країнознавства та перекладача іноземних мов. В 2014 році закінчив Академію Об'єднаних Біблійних Товариств (UBS Academy of Leadership & Management) для керівників вищої ланки. В 2017 р. захистив кандидатську дисертацію на тему "Концептуальні основи християнсько-мусульманського богословського діалогу".
Одружений із Вікторією Вадимівною Тищенко. Разом виховують двох дітей.

## Служіння
З 1999 по 2006 рр. звершував служіння керівника молодіжного відділу в Українській Євангельській Церкві.
У 2008 р. був рукопокладений на служіння в церкві та прийняв сан проповідника. З 2012 р. є відповідальним за зовнішні зв'язки Української Євангельської Церкви та членом її Ради.
З 2001 р. працює в Українському Біблійному Товаристві (УБТ). Спочатку на посаді менеджера відділу зовнішніх відносин при Західному регіональному відділенні, а з 2005 р. очолив відділ зовнішніх відносин УБТ по всій країні. Одночасно зі служінням у вищезгаданому відділі з 2007 р. є уповноваженим представником Об'єднаних Біблійних Товариств (United Bible Societies) у країнах Центральної Азії. За рішенням Центрального правління УБТ з квітня 2008 р. займає посаду заступника Генерального секретаря УБТ.
З 2003 р. є членом секретаріату Всеукраїнської Ради Церков і релігійних організацій.
Є автором книги про керівників протестантських євангельських конфесій "Воздвигнутые Богом".
З 2019 р. є пастором Української Євангельської Церкви "Храм Христа Спасителя" в місті Києві.
2018 р. нагороджений орденом "За заслуги" ІІІ ступеня.
Нагороджений орденом Святого Рівноапостольного князя Володимира Великого III ступеня Святійшого Патріарха Київського і всієї Руси-України Філарета, відзнакою «За служіння Богу і Україні» Духовного Управління Капеланів, іменним годинником від Президента України, годинником від прем'єр-міністра України, пам'ятним знаком 26 артилерійської бригади, почесним нагрудним знаком від Головнокомандувача ЗСУ "За сприяння війську".